# Sylwia Gruchała

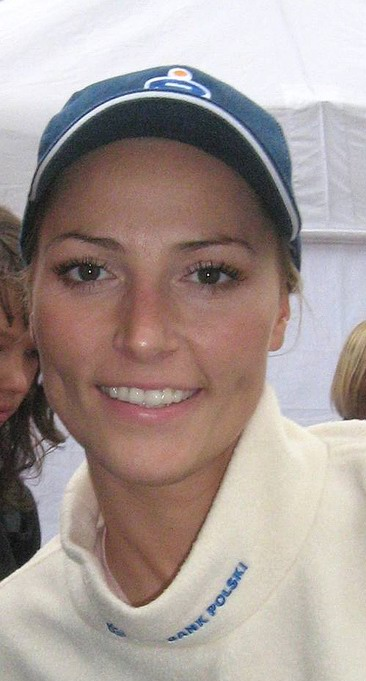
Kiếm thủ

Sylwia Gruchała (sinh ngày 6 tháng 11 năm 1981) là nữ kiếm thủ người Ba Lan. Ở nội dung đồng đội cô giành nhiều thích tích tại giải vô địch thế giới 1998 (đồng), 1999 (bạc), 2002 (bạc), 2003 (vàng), 2004, 2007 (vàng) cũng như huy chương bạc Olympic 2000. Ở nội dung cá nhân cô giành huy chương bạc 2003 tại giải vô địch thế giới và huy chương đồng Olympic 2004.
Gruchała là lính thuộc tiểu đoàn thứ 3 lực lượng Command Support (3rd Command Support Battalion) trực thuộc bộ binh Ba Lan đóng tại Warsaw. Cô cũng là 1 thành viên của đội Leon Paul. Năm 2009, cô chụp ảnh cho tạp chí CKM của Ba Lan.

## Huy chương
Nhờ thành tích thể thao, cô nhận được:
Giải thưởng Golden Cross năm 2000.
Hiệp sĩ Hoàng Gia Ba Lan (cấp 5) năm 2004.